# Берегова (Новгородська область)
Берегова (рос. Береговая) — присілок у Боровицькому районі Новгородської області Російської Федерації.
Населення становить 5 осіб. Належить до муніципального утворення Волокське сільське поселення.

## Історія
До 1927 року населений пункт перебував у складі Новгородської губернії. У 1927-1944 роках перебував у складі Ленінградської області.
Орган місцевого самоврядування від 2010 року — Волокське сільське поселення.

## Населення
| 1989 | 2002 | 2006 | 2008 | 2009 | 2010 |
| ---- | ---- | ---- | ---- | ---- | ---- |
| 15   | ↘13  | ↘7   | ↘5   | →5   | →5   |